# 勝者 (ゲーム・オブ・スローンズ)
『勝者』はHBO(日本ではスター・チャンネルが放送)のファンタジー・ドラマ・シリーズである『ゲーム・オブ・スローンズ』の第2章『王国の激突』の最終第10話である。プロデューサーでもあるデイヴィッド・ベニオフ と D・B・ワイスによって、原作『王狼たちの戦旗』に基づいて脚本が書かれ、 アラン・テイラーが監督した。
〈ブラックウォーターの戦い〉の勝利の後、ジョフリー王はサンサとの婚約を解消してマージェリーと婚約する。ロブはフレイ家との婚約を破り、タリサと結婚する。ウィンターフェルのシオンは包囲されて敗北に直面し、部下に裏切られて昏倒する。アリアは〈ハレンの巨城〉を脱出し、ジャクェン・フ=ガーから合言葉とコインを受け取る。デナーリスはドラゴンを取り戻す。ジョン・スノウは〈野人〉の仲間に入るため、仲間を殺してみせる。ブライエニーは、サンサとアリアと交換するため、ジェイミーを連れてキングズランディングに向かう。

## あらすじ

### キングズランディング
〈ブラックウォーターの戦い〉でスタニス・バラシオンに対して決定的な勝利をおさめた後、ジョフリー王(ジャック・グリーソン)は、祖父のタイウィン・ラニスター(チャールズ・ダンス)に”市の救い手”の称号を授け、公式に〈王の手〉に任命する。勝利をもたらしたタイレル家とラニスター家の同盟締結の功で、ピーター・ベイリッシュ(エイダン・ギレン)は〈ハレンの巨城〉を与えられる。ロラス・タイレルは王に妹のマージェリー・タイレル(ナタリー・ドーマー)と結婚することを請う。ジョフリーはサンサ(ソフィー・ターナー)との婚約に縛られていると言うが、摂政太后サーセイ (レナ・ヘディ)とその意を汲むグランド・メイスター・パイセル(ジュリアン・グローヴァー)は、サンサの父親のエダード・スタークの大逆罪によって、神々は婚約からジョフリーを解放するだろうと言う。サンサはジョフリーから自由になって喜ぶが、ベイリッシュはサンサがキングズランディングにいる限り危険だと警告し、家に帰してやると申し出る。ヴァリス公(コンリース・ヒル)は、ベイリッシュの成功を恐れ、手下の娼婦のロスを味方につけようと企む。
一方、戦いのさなかに味方に命を狙われたティリオン(ピーター・ディンクレイジ)が、傷を負って目を覚ます。タイウィン公の到着に伴って、〈王の手〉の地位から外され、権力を奪われ、従者のポドリック・ペインのほかには味方もいない。ヴァリス公は、ティリオンが命を狙われた陰にはサーセイがおり、公式には何の名誉を授けられなくとも、戦争の真の英雄はティリオンであることを知っていると言う。シェイ(シベル・ケキリ)は依然として誠実であり、ティリオンを慰め、一緒にキングズランディングを離れてペントスに行こうと説得しようとする。権力を失ったにもかかわらず、ティリオンは王都を離れることを拒否し、やっと自分に向く楽しい仕事を見つけたと言う。

### ドラゴンストーン
〈ブラックウォーターの戦い〉での予期せぬ敗北に激怒し、スタニス・バラシオン(スティーヴン・ディレイン)は勝利を約束して自分を戦争に駆り立てたメリサンドル(カリス・ファン・ハウテン)を絞め殺そうとする。だが自分が弟レンリーを殺したことを思い出して怒りを鎮める。スタニスが王になるためには、この先あらゆる人を裏切ることになるがその価値はあるとメリサンドルは言い、二人は燃える炎を一緒に見入る。スタニスは炎の中に〈光の王〉の幻視を見て、メリサンドルへの信頼を取り戻す。

### 〈西部〉
ブライエニー(グェンドリン・クリスティー)は囚人のジェイミー・ラニスター(ニコライ・コスター＝ワルドー)をキングズランディングに送り届けてサンサおよびアリアと交換するための旅を続ける。二人はスターク軍に殺された3人の女の死体を見つけるが、スターク軍の兵士がやって来て、ブライエニーの囚人が手配中のジェイミーであることに気づく。ブライエニーは兵士を殺して3人の女の復讐をし、埋葬をする。ジェイミーは驚くが、ブライエニーは、自分はスターク家ではなく、レディ・キャトリンに仕えているのだと言う。
一方、ロブ王(リチャード・マッデン)は、タリサ(ウーナ・チャップリン)を愛していると母キャトリン(ミシェル・フェアリー)に打ち明け、ウォルダー・フレイの娘と結婚する約束は果たさないと言う。キャトリンは、ウォルダー・フレイに与えた誓いを破ることは危険であると警告するが、ロブは密かにタリサと結婚する。

### ウィンターフェル
ルース・ボルトンの落とし子のラムジー・スノウの軍に包囲され敗北に直面しても、シオン・グレイジョイ(アルフィー・アレン)は、城を捨てて逃げ〈冥夜の守人〉になれというメイスター・ルーウィンの忠告を拒絶して、部下たちと共に死ぬまで戦うと決める。しかし、士気を鼓舞する演説の途中でダグマーに殴られて気絶し、部下たちに裏切られて引きずり出される。ルーウィンはシオンを救おうとして、ダグマーに刺される。ブラン(アイザック・ヘンプステッド＝ライト)の一行は地下墓所の隠れ場所から出てくるが、ウィンターフェルは破壊され、〈神々の森〉ではルーウィンが死にかけている。ルーウィンはスターク家を愛していると言い、ブランとリコンの見えないところでオシャ(ナタリア・テナ)に安楽死を望む。ブランの一行は、ジョン・スノウのいる〈壁〉に向かってウィンターフェルを去る。

### 〈ハレンの巨城〉の近郊
アリア(メイジー・ウィリアムズ)はジェンドリーとホットパイと一緒に〈ハレンの巨城〉を脱出して逃げる。脱出を助けた暗殺者のジャクェン・フ=ガー(トム・ヴラシア)が姿を現して一行を驚かせる。ジャクェンはアリアをブレーヴォスに連れて行って暗殺の訓練をしてやると言う。行きたい気持ちを抑えて、アリアは家族に会わなければならないと言って断る。別れる前にジャクェンは特別なコインを渡し、自分を必要とするときはブレーヴォスから来た人間に渡して"ヴァラー・モルグリス"と言えばよいと言う。行く前に、ジャクェンは顔を変えてみせる。

### 狭い海の向こう側
デナーリス・ターガリエン(エミリア・クラーク)、ジョラー・モーモント(イアン・グレン)、ドスラク人のコヴァッロは、黒魔導師パイアット・プリーがドラゴンを隠していると言う〈不死者の館〉に来る。魔法に操られて、デナーリスは館の中をさまよい、ジョラーらは外に置き去りにされる。幻視の中で、デナーリスは、雪と灰がキングズランディングの〈赤の王城〉の大広間の廃墟に降るのを見る。もう少しで〈鉄の玉座〉に触りそうになるが、ドラゴンが鳴くのを聞いて先に進む。次に〈壁〉の向こう側で、〈黒の城〉の門の前にいる。そして次にはドスラク人のテントに入って、死んだはずの夫カール・ドロゴ(ジェイソン・モモア)と死産で生まれた子レイゴが元気でいるのを見る。ドロゴは愛する妻を見て喜ぶが、デナーリスは再びドラゴンの声を聞いて先に進む。さらにデナーリスは、ドラゴンが鎖につながれている控えの間に入る。パイアット・プリーは魔法を使ってデナーリスもまた鎖につなぐ。デナーリスはドラゴンに命じて炎を吐かせ、パイアット・プリーを殺すが、デナーリスは傷一つ負わず、鎖は崩れて消える。
〈不死者の館〉を脱出して、デナーリスはドラゴン、ジョラーそしてドスラク人の仲間と共に、ザロ・ゾアン・ダクソスが侍女のドリアと同じベッドにいるのを見つける。ザロの金庫を開けて中が空であることを知り、巨万の富の自慢は嘘であったことを知る。ザロとドリアの嘆願を無視して二人を金庫に閉じ込める。船を買うため、デナーリスは仲間にできるだけ多くの品をザロの屋敷から略奪させる。

### 〈壁〉の向こう側
〈冥夜の守人〉の哨士のクォリン・ハーフハンドとジョン・スノウ(キット・ハリントン)は〈野人〉に囚われたままであり、ジョンの脱走を〈野人〉に確信させるため、クォリンはジョンを挑発する。クォリンは母親と父エダード・スタークの記憶を侮辱することで、ジョンが自分を殺すよう仕向ける。クォリンを殺した後、立ち尽くすジョンを〈野人〉は解放し、巨大な軍を見せ、かつての〈冥夜の守人〉にして今は〈壁の向こうの王〉であるマンス・レイダーに会わせると約束する。
一方、サムウェル・ターリー(ジョン・ブラッドリー)、グレンそしてエッドは角笛が三度鳴らされるのを聞き、本で読んだようにホワイト・ウォーカーが発見されたことを知る。他の二人は逃げるが、サムは躓き逃げ遅れる。サムは、甦った死者である〈亡者〉と、やはり死から甦った馬に乗るホワイト・ウォーカーに囲まれる。ホワイト・ウォーカーはサムを一瞥するが、前進の命令を出す。サムは、〈冥夜の守人〉の野営する〈最初の人々の拳〉に向かうホワイト・ウォーカーと〈亡者〉の巨大な一団を、恐怖とともに見守る。

## 製作

### 脚本
原作第二部『王狼たちの戦旗』のプロローグに加え、第48、49、66-70章に基づいて、プロデューサーでもあるデイヴィッド・ベニオフ と D・B・ワイスが脚本を書いた。第三部『剣嵐の大地』の第2、15章からも一部の内容がとられている。
クァースにおけるプロット、 ウィンターフェルにおけるシオン・グレイジョイのプロット、およびロブ・スタークとタリサのロマンスのプロットなどが、原作から改変されている。
原作にないシーンは、〈ブラックウォーターの戦い〉の後でスタニス・バラシオンが〈紅の女祭司〉メリサンドルの助けで、〈光の王〉への信仰を確かめるところである。

## 評判

### 視聴者数
初回放送では420万人が視聴し、それまでで最高の数字となった。

### 賞
プライムタイム・エミー賞のメイクアップ賞ミニシリーズ/テレビ映画/スペシャル番組部門にノミネートされ、視覚効果賞シリーズ部門を受賞した。

## 参照
1. ↑  Kondolojy, Amanda (2012年6月5日). “Sunday Cable Ratings: NBA Playoffs + 'Game of Thrones' Finale, MTV Movie Awards, 'Sister Wives', 'The Glades', 'Longmire' + More”. TV by the Numbers. 2012年6月5日閲覧。
2. ↑  “Game Of Thrones”.   Emmys.com. 2013年3月5日閲覧。